# 1re étape du Tour de France 2022
Pour un article plus général, voir Tour de France 2022.
La 1re étape du Tour de France 2022 se déroule le vendredi 1er juillet 2022 autour de Copenhague au Danemark, sur une distance de 13,2 kilomètres en contre-la-montre individuel.

## Parcours
Premier contre-la-montre inaugural sur le Tour de France depuis la 1ère étape du Tour de France 2017.

Long de 13,7 kilomètres, le parcours est exclusivement tracé dans le centre de Copenhague, avec un profil complètement plat. Marqué par de nombreux virages, il est, notamment, composé de deux passages compliqués dû à l'étroitesse de la chaussée : le pont de la reine Louise et le Kastellet, près de la statue de la Petite Sirène, et un passage sur pavés devant l'Amalienborg, palais des souverains danois. La victoire d'étape ne peut pas échapper à un spécialiste de l'effort solitaire.

## Favoris de l'étape
Le principal favori de ce contre-la-montre individuel est l'Italien Filippo Ganna (Ineos Grenadiers), double champion du monde en titre et récent champion d'Italie du contre-la-montre. Les autres favoris sont le Suisse Stefan Küng (Groupama-FDJ), double champion d'Europe en titre de la spécialité, le Belge Wout van Aert (Jumbo-Visma) et le Danois, à domicile, Kasper Asgreen (Quick-Step Alpha Vinyl).
En toute logique, celui qui prétend à la victoire finale à Paris doit réaliser un bon temps, parmi eux, il y a les Slovènes Tadej Pogačar (UAE Emirates) et Primož Roglič (Jumbo-Visma) ou encore le Danois Jonas Vingegaard (Jumbo-Visma).
Des outsiders pourraient bien l'emporter comme le Belge Yves Lampaert (Quick-Step Alpha Vinyl),  le Britannique Geraint Thomas (INEOS Grenadiers), le Danois Mikkel Bjerg (UAE Emirates), le Français Christophe Laporte (Jumbo-Visma), l'Italien Mattia Cattaneo (Quick-Step Alpha Vinyl), le Néerlandais Mathieu van der Poel (Alpecin-Deceuninck) ou encore le Suisse Stefan Bissegger (EF Education-EasyPost).

## Déroulement de la course
Dans l'ordre, sept coureurs se sont vus obtenir le meilleur temps au cours de la journée. Premier parti, le Français Jérémy Lecroq (B&B Hotels-KTM) est le premier à inscrire son temps, en 16 min 19 s 01. S'ensuivent l'Australien Jack Bauer (BikeExchange Jayco), en 16 min 11 s 93 ; le Néerlandais Bauke Mollema (Trek-Segafredo), en 15 min 34 s 18 ; son compatriote Mathieu van der Poel (Alpecin-Deceuninck), en 15 min 30 s 62 (son temps est celui qui est resté le plus longtemps invaincu, près de 52 minutes) ; le double champion du monde en titre italien Filippo Ganna (Ineos Grenadiers), en 15 min 27 s 98 ; le Belge Wout van Aert (Jumbo-Visma), en 15 min 22 s 31 ; et enfin son compatriote Yves Lampaert (Quick-Step Alpha Vinyl), en 15 min 17 s 76, qui remporte la première des deux épreuves chronométrées au programme du Tour de France 2022.
Du côté des favoris à la victoire finale, le Slovène Tadej Pogačar (UAE Emirates) devance les deux coéquipiers de la Jumbo-Visma, le Danois Jonas Vingegaard de huit secondes et le Slovène Primož Roglič de neuf secondes. Derrière, les coéquipiers britanniques Adam Yates et Geraint Thomas (Ineos Grenadiers) comptent un débours respectif de seize et dix-huit secondes, le Russe Aleksandr Vlasov (Bora-Hansgrohe) vingt-quatre secondes, le Colombien Daniel Martinez (Ineos Grenadiers) trente-sept, le Français Romain Bardet et le Kazakh Alexey Lutsenko trente-huit, le Colombien Nairo Quintana (Arkéa-Samsic) quarante-deux secondes, le Français David Gaudu (Groupama-FDJ) quarante-trois secondes, l'Australien Jack Haig (Bahrain-Victorious) quarante-quatre secondes, le Danois Jakob Fuglsang (Israel-Premier Tech) et l'Italien Giulio Ciccone (Trek-Segafredo) quarante-huit secondes, l'Espagnol Enric Mas (Movistar) quarante-neuf secondes, l'Australien Ben O'Connor (AG2R Citroën) cinquante-quatre secondes, le Français Guillaume Martin (Cofidis) cinquante-six secondes ou encore le Colombien Rigoberto Urán (EF Education-EasyPost) une minute et sept secondes.
À l'unique point intermédiaire de la journée, situé à Sankt Jakob (km 6,6), le meilleur temps appartient à Christophe Laporte, en 9 min 22 s, auteur d'une excellente prestation avant sa chute dans un virage.
D'un point de vue météorologique, les premiers coureurs partent sur route humide. La pluie s'invite lorsque les principaux favoris sont sur le parcours. Vainqueur de l'étape, Yves Lampaert part au moment où la pluie cesse.
Au niveau des différents classements, Yves Lampaert hérite des premiers maillots jaune et vert de la 109e édition du Tour de France. Aucune ascension n'ayant été répertoriée, le maillot à pois n'est pas remis. Auteur d'un excellent contre-la-montre, Tadej Pogačar hérite du maillot blanc. L'équipe Jumbo-Visma est en tête du classement par équipes.

## Résultats

### Classement de l'étape
| Classement de la 1re étape | Classement de la 1re étape | Classement de la 1re étape | Classement de la 1re étape | Classement de la 1re étape |
|                            | Coureur                    | Pays                       | Équipe                     | Temps                      |
| -------------------------- | -------------------------- | -------------------------- | -------------------------- | -------------------------- |
| 1er                        | Yves Lampaert              | Belgique                   | Quick-Step Alpha Vinyl     | en 15 min 17 s             |
| 2e                         | Wout van Aert              | Belgique                   | Jumbo-Visma                | + 5 s                      |
| 3e                         | Tadej Pogačar              | Slovénie                   | UAE Team Emirates          | + 7 s                      |
| 4e                         | Filippo Ganna              | Italie                     | Ineos Grenadiers           | + 10 s                     |
| 5e                         | Mathieu van der Poel       | Pays-Bas                   | Alpecin-Deceuninck         | + 13 s                     |
| 6e                         | Mads Pedersen              | Danemark                   | Trek-Segafredo             | + 15 s                     |
| 7e                         | Jonas Vingegaard           | Danemark                   | Jumbo-Visma                | + 15 s                     |
| 8e                         | Primož Roglič              | Slovénie                   | Jumbo-Visma                | + 16 s                     |
| 9e                         | Bauke Mollema              | Pays-Bas                   | Trek-Segafredo             | + 17 s                     |
| 10e                        | Dylan Teuns                | Belgique                   | Bahrain Victorious         | + 20 s                     |
| modifier                   |                            |                            |                            |                            |

### Classement au point intermédiaire
| Classement intermédiaire Sankt Jakob (km 6,6) | Classement intermédiaire Sankt Jakob (km 6,6) | Classement intermédiaire Sankt Jakob (km 6,6) | Classement intermédiaire Sankt Jakob (km 6,6) | Classement intermédiaire Sankt Jakob (km 6,6) |
|                                               | Coureur                                       | Pays                                          | Équipe                                        | Temps                                         |
| --------------------------------------------- | --------------------------------------------- | --------------------------------------------- | --------------------------------------------- | --------------------------------------------- |
| 1er                                           | Christophe Laporte                            | France                                        | Jumbo-Visma                                   | en 7 min 29 s                                 |
| 2e                                            | Bauke Mollema                                 | Pays-Bas                                      | Trek-Segafredo                                | + 2 s                                         |
| 3e                                            | Mathieu van der Poel                          | Pays-Bas                                      | Alpecin-Deceuninck                            | + 2 s                                         |
| 4e                                            | Primož Roglič                                 | Slovénie                                      | Jumbo-Visma                                   | + 3 s                                         |
| 5e                                            | Wout van Aert                                 | Belgique                                      | Jumbo-Visma                                   | + 3 s                                         |
| 6e                                            | Mads Pedersen                                 | Danemark                                      | Trek-Segafredo                                | + 3 s                                         |
| 7e                                            | Filippo Ganna                                 | Italie                                        | Ineos Grenadiers                              | + 4 s                                         |
| 8e                                            | Yves Lampaert                                 | Belgique                                      | Quick-Step Alpha Vinyl                        | + 5 s                                         |
| 9e                                            | Bob Jungels                                   | Luxembourg                                    | AG2R Citroën                                  | + 7 s                                         |
| 10e                                           | Jonas Vingegaard                              | Danemark                                      | Jumbo-Visma                                   | + 7 s                                         |
| modifier                                      |                                               |                                               |                                               |                                               |

### Points attribués
| Arrivée d'étape Copenhague (km 13,2) | Arrivée d'étape Copenhague (km 13,2) | Arrivée d'étape Copenhague (km 13,2) | Arrivée d'étape Copenhague (km 13,2) | Arrivée d'étape Copenhague (km 13,2) |
| ------------------------------------ | ------------------------------------ | ------------------------------------ | ------------------------------------ | ------------------------------------ |
|                                      | Coureur                              | Pays                                 | Équipe                               | Point(s)                             |
| 1er                                  | Yves Lampaert                        | Belgique                             | Quick-Step Alpha Vinyl               | 20                                   |
| 2e                                   | Wout van Aert                        | Belgique                             | Jumbo-Visma                          | 17                                   |
| 3e                                   | Tadej Pogačar                        | Slovénie                             | UAE Team Emirates                    | 15                                   |
| 4e                                   | Filippo Ganna                        | Italie                               | Ineos Grenadiers                     | 13                                   |
| 5e                                   | Mathieu van der Poel                 | Pays-Bas                             | Alpecin-Deceuninck                   | 11                                   |
| 6e                                   | Mads Pedersen                        | Danemark                             | Trek-Segafredo                       | 10                                   |
| 7e                                   | Jonas Vingegaard                     | Danemark                             | Jumbo-Visma                          | 9                                    |
| 8e                                   | Primož Roglič                        | Slovénie                             | Jumbo-Visma                          | 8                                    |
| 9e                                   | Bauke Mollema                        | Pays-Bas                             | Trek-Segafredo                       | 7                                    |
| 10e                                  | Dylan Teuns                          | Belgique                             | Bahrain Victorious                   | 6                                    |
| 11e                                  | Magnus Cort Nielsen                  | Danemark                             | EF Education-EasyPost                | 5                                    |
| 12e                                  | Bob Jungels                          | Luxembourg                           | AG2R Citroën                         | 4                                    |
| 13e                                  | Adam Yates                           | Grande-Bretagne                      | Ineos Grenadiers                     | 3                                    |
| 14e                                  | Stefan Küng                          | Suisse                               | Groupama-FDJ                         | 2                                    |
| 15e                                  | Tom Pidcock                          | Grande-Bretagne                      | Ineos Grenadiers                     | 1                                    |
| modifier                             |                                      |                                      |                                      |                                      |

## Classements à l'issue de l'étape

### Classement général
| Classement général | Classement général   | Classement général | Classement général     | Classement général |
|                    | Coureur              | Pays               | Équipe                 | Temps              |
| ------------------ | -------------------- | ------------------ | ---------------------- | ------------------ |
| 1er                | Yves Lampaert        | Belgique           | Quick-Step Alpha Vinyl | en 15 min 17 s     |
| 2e                 | Wout van Aert        | Belgique           | Jumbo-Visma            | + 5 s              |
| 3e                 | Tadej Pogačar        | Slovénie           | UAE Team Emirates      | + 7 s              |
| 4e                 | Filippo Ganna        | Italie             | Ineos Grenadiers       | + 10 s             |
| 5e                 | Mathieu van der Poel | Pays-Bas           | Alpecin-Deceuninck     | + 13 s             |
| 6e                 | Mads Pedersen        | Danemark           | Trek-Segafredo         | + 15 s             |
| 7e                 | Jonas Vingegaard     | Danemark           | Jumbo-Visma            | + 15 s             |
| 8e                 | Primož Roglič        | Slovénie           | Jumbo-Visma            | + 16 s             |
| 9e                 | Bauke Mollema        | Pays-Bas           | Trek-Segafredo         | + 17 s             |
| 10e                | Dylan Teuns          | Belgique           | Bahrain Victorious     | + 20 s             |
| modifier           |                      |                    |                        |                    |

| \| Classement par points \| Classement par points \| Classement par points \| Classement par points \| Classement par points \| \| --------------------- \| --------------------- \| --------------------- \| ---------------------- \| --------------------- \| \| \| Coureur \| Pays \| Équipe \| Point(s) \| \| 1er \| Yves Lampaert \| Belgique \| Quick-Step Alpha Vinyl \| 20 points \| \| 2e \| Wout van Aert \| Belgique \| Jumbo-Visma \| 17 pts \| \| 3e \| Tadej Pogačar \| Slovénie \| UAE Team Emirates \| 15 pts \| \| 4e \| Filippo Ganna \| Italie \| Ineos Grenadiers \| 13 pts \| \| 5e \| Mathieu van der Poel \| Pays-Bas \| Alpecin-Deceuninck \| 11 pts \| \| 6e \| Mads Pedersen \| Danemark \| Trek-Segafredo \| 10 pts \| \| 7e \| Jonas Vingegaard \| Danemark \| Jumbo-Visma \| 9 pts \| \| 8e \| Primož Roglič \| Slovénie \| Jumbo-Visma \| 8 pts \| \| 9e \| Bauke Mollema \| Pays-Bas \| Trek-Segafredo \| 7 pts \| \| 10e \| Dylan Teuns \| Belgique \| Bahrain Victorious \| 6 pts \| \| modifier \| \| \| \| \| | Aucune ascension répertoriée n'a encore été franchie. |          |                        |           |
| Classement par points |                                                       |          |                        |           |
| | Coureur                                               | Pays     | Équipe                 | Point(s)  |
| 1er | Yves Lampaert                                         | Belgique | Quick-Step Alpha Vinyl | 20 points |
| 2e | Wout van Aert                                         | Belgique | Jumbo-Visma            | 17 pts    |
| 3e | Tadej Pogačar                                         | Slovénie | UAE Team Emirates      | 15 pts    |
| 4e | Filippo Ganna                                         | Italie   | Ineos Grenadiers       | 13 pts    |
| 5e | Mathieu van der Poel                                  | Pays-Bas | Alpecin-Deceuninck     | 11 pts    |
| 6e | Mads Pedersen                                         | Danemark | Trek-Segafredo         | 10 pts    |
| 7e | Jonas Vingegaard                                      | Danemark | Jumbo-Visma            | 9 pts     |
| 8e | Primož Roglič                                         | Slovénie | Jumbo-Visma            | 8 pts     |
| 9e | Bauke Mollema                                         | Pays-Bas | Trek-Segafredo         | 7 pts     |
| 10e | Dylan Teuns                                           | Belgique | Bahrain Victorious     | 6 pts     |
| modifier |                                                       |          |                        |           |

| Classement général du meilleur jeune | Classement général du meilleur jeune | Classement général du meilleur jeune | Classement général du meilleur jeune | Classement général du meilleur jeune |
|                                      | Coureur                              | Pays                                 | Équipe                               | Temps                                |
| ------------------------------------ | ------------------------------------ | ------------------------------------ | ------------------------------------ | ------------------------------------ |
| 1er                                  | Tadej Pogačar                        | Slovénie                             | UAE Team Emirates                    | en 15 min 24 s                       |
| 2e                                   | Tom Pidcock                          | Grande-Bretagne                      | Ineos Grenadiers                     | + 17 s                               |
| 3e                                   | Florian Vermeersch                   | Belgique                             | Lotto-Soudal                         | + 26 s                               |
| 4e                                   | Brandon McNulty                      | États-Unis                           | UAE Team Emirates                    | + 36 s                               |
| 5e                                   | Nils Eekhoff                         | Pays-Bas                             | Team DSM                             | + 40 s                               |
| 6e                                   | Matteo Jorgenson                     | États-Unis                           | Movistar                             | + 41 s                               |
| 7e                                   | Fred Wright                          | Grande-Bretagne                      | Bahrain Victorious                   | + 42 s                               |
| 8e                                   | Andrea Bagioli                       | Italie                               | Quick-Step Alpha Vinyl               | + 45 s                               |
| 9e                                   | Quinn Simmons                        | États-Unis                           | Trek-Segafredo                       | + 47 s                               |
| 10e                                  | Jonas Rutsch                         | Allemagne                            | EF Education-EasyPost                | + 48 s                               |
| modifier                             |                                      |                                      |                                      |                                      |

| Classement par équipes | Classement par équipes  | Classement par équipes | Classement par équipes |
|                        | Équipe                  | Pays                   | Temps                  |
| ---------------------- | ----------------------- | ---------------------- | ---------------------- |
| 1re                    | Jumbo-Visma             | Pays-Bas               | en 46 min 27 s         |
| 2e                     | Ineos Grenadiers        | Grande-Bretagne        | + 21 s                 |
| 3e                     | Trek-Segafredo          | États-Unis             | + 37 s                 |
| 4e                     | Quick-Step Alpha Vinyl  | Belgique               | + 42 s                 |
| 5e                     | Bahrain Victorious      | Bahreïn                | + 52 s                 |
| 6e                     | Bora-Hansgrohe          | Allemagne              | + 57 s                 |
| 7e                     | UAE Team Emirates       | Émirats arabes unis    | + 1 min 20 s           |
| 8e                     | EF Education-EasyPost   | États-Unis             | + 1 min 22 s           |
| 9e                     | Cofidis                 | France                 | + 1 min 24 s           |
| 10e                    | Team BikeExchange-Jayco | Australie              | + 1 min 35 s           |
| modifier               |                         |                        |                        |

## Abandons
Aucun abandon.